# چلسی آنجلو
چلسی آنجلو (انگلیسی: Chelsea Angelo؛ زادهٔ ۲ ژوئن ۱۹۹۶) راننده مسابقه‌ای اهل استرالیا است.